# Kenny Logan
Pas d'image ? Cliquez ici

a Compétitions nationales et continentales officielles uniquement.

b Matchs officiels uniquement.
Kenneth McKerrow Logan, né le 3 avril 1972 à Stirling, est un joueur de rugby à XV écossais qui a joué avec l'équipe d'Écosse évoluant au poste de trois-quarts aile.

## Carrière

### En clubs
Il a joué avec Glasgow Rugby de 1996 à 1997, les London Wasps de 1997 à 2004, puis il a effectué une saison avec Glasgow Rugby et depuis septembre 2005 il joue avec les London Scottish.

### En équipe nationale
Il connaît sa première cape internationale à l’occasion d’un test match le 21 juin 1992 contre l'équipe d'Australie. Il dispute son dernier test match le 8 novembre 2003 aussi contre l'Australie. Il participe au Tournoi des Cinq Nations de 1994 à 2003. Il remporte le Tournoi en 1999. Logan participe à la coupe du monde 1995, 1999 et 2003.

## Palmarès
- Champion d'Angleterre en 2003 et 2004
- Vainqueur de la Coupe d'Angleterre en 1999 et 2000
- Vainqueur de la Coupe d'Europe en 2004
- Vainqueur du Challenge européen en 2003
- Vainqueur du Tournoi des Cinq Nations en 1999

## Statistiques en équipe nationale
Entre 1992 et 2003, Kenny Logan dispute 70 matchs avec l'équipe d'Écosse au cours desquels il marque 13 essais, 34 transformations et 29 pénalités (220 points). Il participe notamment à onze tournois des cinq/six nations depuis 1993 et à trois coupes du monde (1995, 1999 et 2003). Il remporte un Grand chelem en 1999. Il dispute treize rencontres de Coupe du monde en trois participations. 